# 劉森田
劉森田（1917年10月30日—1952年12月5日），中國共產黨員，日治阿公店支廳劉厝人（今岡山），曾任五里林國民學校校長，二二八之後加入台灣省工作委員會岡山工作委員會發展地下組織，1951年被捕，於1952年12月5日槍決於台北水源路刑場。

## 生平
劉森田，1917年生於日治阿公店支廳劉厝（今岡山），父劉鵬在岡山鎮公服務，劉森田畢業於岡山公學校高等科，1935年自臺南師範學校畢業後，先後任職於岡山公學校（今高雄市岡山國小）、阿蓮公學校（高雄市阿蓮國小），1945年12月，劉森田擔任田寮北國民學校(今田寮區崇德國小)代理校長，1946年正式擔任橋頭鄉五里林國民學校校長，眼見戰後國軍軍紀不佳而心生反感。劉森田叔叔的妻弟李東鍊，反日思想濃厚，戰前曾經前往中國加入台灣義勇軍參與抗戰，返台後受到李媽兜吸收加入共黨，二二八事件後積極發展組織。劉森田在1951年三月，由李東鍊引薦認識李媽兜，宣誓加入台灣省工作委員會 ，隸屬於李東鍊負責的支部。
不久，劉森田吸收擔任五里林國民學校教務主任的李榮源加入組織。李榮源是橋頭筆秀人，是劉森田台南師範學院的學弟，又在同一學校當教務主任，雖然李榮源是地主家庭出身，卻在求學時受馬克思主義的吸引，思想左傾，感於劉森田的正義感，加入了組織，協助印刷與組織讀書會。
1950年1月台灣省工作委員會的總書記蔡孝乾落網，3月劉沼光及學工委書記徐懋德潛逃回大陸，4月蔡孝乾再度落網，供出大批共黨組織人員名單，導致中國共產黨在台組織瓦解。執政者接著全力搜捕南部最重要的地下組織領導者李媽兜。1951年5月19日，保密局破獲「橋仔頭匪諜案」，李東鍊、李榮源、劉森田先後遭到逮捕，李媽兜在大岡山地區的5個支部也逐一被破獲。
劉森田原本判刑十年，但由於判決書顯示劉森田是校長，並且在加入共黨後旋即加入國民黨，經過蔣介石命令裁決改判死刑，故更審後遭判處死刑。1952年12月5日槍決於台北水源路刑場。
李榮源在獄中無法得知劉森田的狀況，僅能透過外役的難友出庭時傳遞物品給劉森田，直到第三批判決時物品被退回來，他心裡就知道劉校長已經被槍決了。
劉森田死後，當時就讀台灣大學電機系的三弟劉森惠負責收屍。劉森惠畢業後服務於台電，由於哥哥是政治犯，讓他過著受到監視的生活。

## 絕筆詩
劉森田臨刑前留下了絕筆詩

## 紀念
2013年10月 北京西山國家森林公園的無名英雄廣場上立有無名英雄紀念碑，為紀念來台灣在1950年代被處決「隱避戰線烈士」而設立。劉森田銘刻於紀念碑上。

## 平反
2018年10月4日，促進轉型正義委員會第一批平反，依據促轉會107年9月26日本會第9次委員會議決議，撤銷受難者林慶雲君等1270人之刑事有罪判決暨其刑，其中(41)安潔字第 2090 號，有關劉森田意圖以非法之方法顛覆政府而著手實行之有罪判決暨其刑及沒收之宣告正式撤銷。